# 23 August (gmina)
23 August – gmina w Rumunii, w okręgu Konstanca. Obejmuje miejscowości 23 August, Dulcești i Moșneni. W 2011 roku liczyła 5483 mieszkańców.